# Nunataki Oblomki
Nunataki Oblomki är en nunatak i Antarktis. Den ligger i Östantarktis. Australien gör anspråk på området. Toppen på Nunataki Oblomki är 69 meter över havet.
Terrängen runt Nunataki Oblomki är platt. Trakten är obefolkad. Det finns inga samhällen i närheten.